# Santissimo Nome di Maria a Via Latina
Santissimo Nome di Maria a Via Latina ou Igreja do Santíssimo Nome de Maria na Via Latina é uma igreja titular localizada na Via Centirupe, no bairro de Appio-Latino de Roma, Itália, bem perto do Parco della Caffarella. Está dedicada ao "Santíssimo Nome de Maria" e é administrada por padres marianistas.
O cardeal-presbítero protetor do título do Santíssimo Nome de Maria na Via Latina é Gaudencio Borbon Rosales.

## Projeto
Foi construída em 1980 com base num projeto de Aldo Ortolani. O eixo da igreja segue a diagonal maior de um quadrado, cujos cantos onde estão a fachada e o coro estão truncados. Da entrada até o altar-mor, uma alta moldura de concreto sustenta um teto plano. De cada lado do edifício estão quatro degraus, sobre os quais se assentam parapeitos de concreto. Estes mesmos quatro degraus se repetem na porção frontal das laterais. Nos cantos laterais do quadrado estão duas capelas semi-circulares, uma dedicada a Santo Antônio de Lisboa e outra, à Nossa Senhora do Pilar.
Tanto a fachada quanto a parede no fundo, atrás do altar, são lajes planas de concreto e todo o edifício é feito do mesmo material, sem nenhuma decoração. Um toldo cobre a entrada e desce, inclinado e curvado para dentro, sobre ela com uma inscrição dedicatória na extremidade inferior. As portas da entrada são de tábuas de madeira entalhada e envernizada, fechando completamente o espaço abaixo do dossel. No alto da fachada está uma fileira de janelas contínua e fileiras de janelas verticais contínuas acompanham os quatro degraus que descem pelas laterais. Outra fileira horizontal de janelas está na parede do fundo, atrás do altar.
Um alto campanário foi construído na forma de duas lajes finas de concreto na forma de um "L", com os sinos pendurados no ângulo e uma cruz de metal no topo.

## Interior
Como o exterior, o interior é inteiramente de um acinzentado concreto aparente. A luz que ilumina este vasto espaço único entra por vitrais nas fileiras verticais e horizontais de janelas, de cor predominantemente azul. Atrás do altar está uma parede de forma semi-circular ladeada por duas fileiras de  janelas de cor magenta. Acima da parede do altar-mor, está uma curva de concreto cru com a figura de Cristo crucificado, mas sem a cruz. As duas capelas são menores e iluminadas com vidro azul.

## Galeria

Imagens da igreja
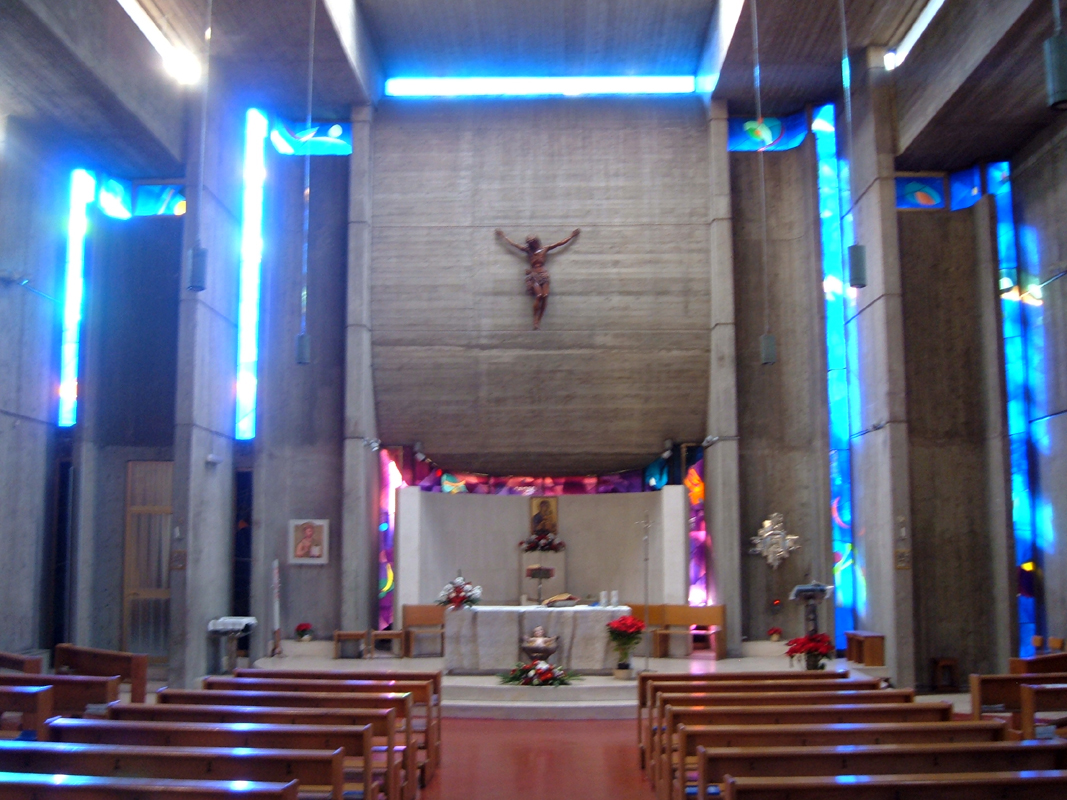
Vista do interior
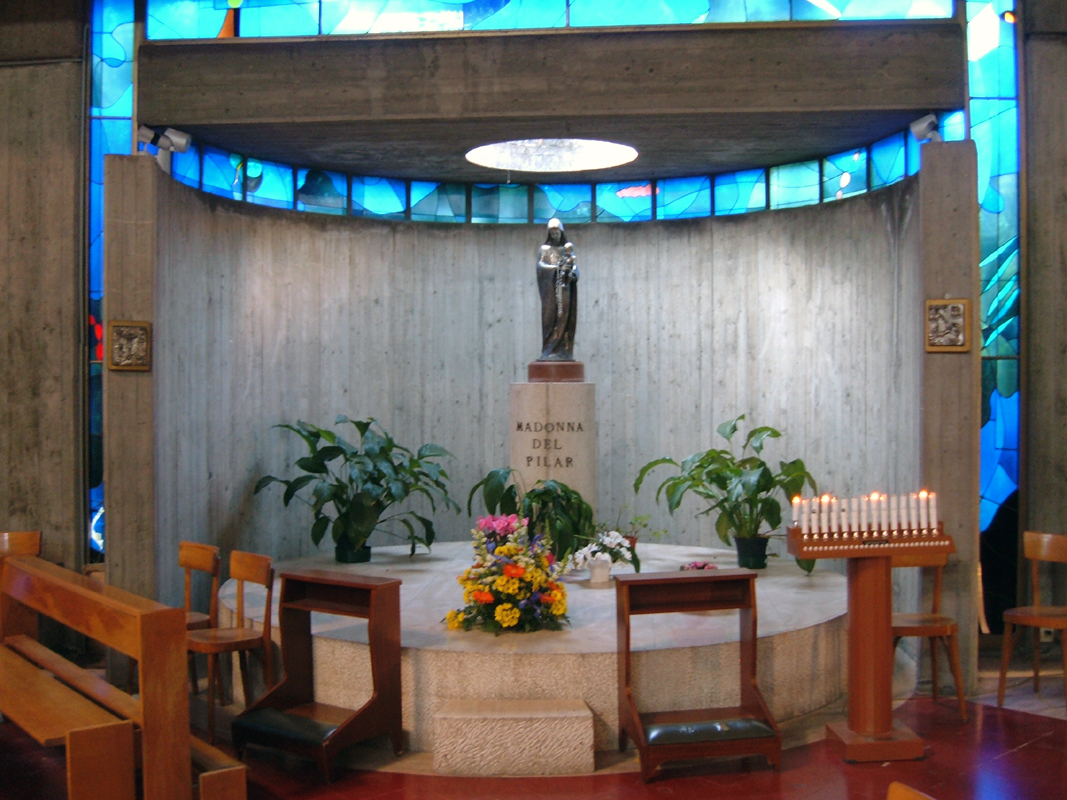
Capela de Nossa Senhora do Pilar